# مایینوویچ
مایینوویچ (به صربی: Majinović) یک منطقهٔ مسکونی در صربستان است که در والیفو واقع شده‌است. مایینوویچ ۱۶۳ نفر جمعیت دارد.